# Игоети
Игоети (груз. იგოეთი) — село в восточной Грузии в Каспском муниципалитете края Шида-Картли.

## География
Село находится на автотрассе между Гори и Тбилиси. В нём заканчивается западная часть Мухранской долины.

## История
Игоети основан в XII веке. В Игоети проходила граница между древними княжествами Самухрано и Саамилахваро, и до сих пор сохранилась церковь на месте таможни. 
Село стало одним из мест, до которых дошла прошедшая в августе 2008 года война: по словам секретаря совета национальной безопасности Грузии Александр Ломая, 22 августа в селе всё ещё оставались российские десантные подразделения в форме миротворческих сил ССПМ, а в самом селе проходили гражданские протесты.

## Достопримечательности
Близ села Игоети, на берегу реки Лехуры, находится гора и археологический памятник национального значения Грузии Граклиани.